# 黑鰭仿鱨
黑鰭仿鱨，為輻鰭魚綱鯰形目鱨科的其中一種，為熱帶淡水魚類，分布於亞洲泰國、印尼、馬來西亞、汶萊淡水流域，體長可達34公分，棲息在底層水域，生活習性不明。